# デヴィル・イン・ヒズ・ハート
「デヴィル・イン・ヒズ・ハート」（Devil in His Heart）は、ザ・ドネイズの楽曲である。1962年8月にシングル盤『バッド・ボーイ』のB面曲として発売された。作詞作曲はリチャード・ドラプキンが手がけた。1963年にビートルズによってカバーされた。

## オリジナル・バージョン
ザ・ドネイズは、コレクトーン・レコードのために「デヴィル・イン・ヒズ・ハート」をレコーディングした。数週間後にニューヨークのレコードレーベルであるブレントが楽曲の権利を買い取り、1962年8月にシングル『バッド・ボーイズ』のB面曲として発売された。しかし、両曲ともシングルチャートに入ることはなかった。なお、ザ・ドネイズは同シングル発売後に解散した。
ドネイズによる演奏は、1993年に発売されたコンピレーション・アルバム『Kiss 'n' Tell: 30 Works of Heart』に収録された。

## ビートルズによるカバー
ビートルズは、マネージャーのブライアン・エプスタインが運営するNEMSレコード・ショップで、ザ・ドネイズのシングル盤を見つけて、「デヴィル・イン・ヒズ・ハート」を気に入り、レコーディングすることを決めた。リード・ボーカルはジョージ・ハリスンで、歌詞とタイトルは性別を変更して「デヴィル・イン・ハー・ハート」（Devil in Her Heart）となった。
レコーディングは、1963年7月18日にEMIレコーディング・スタジオのスタジオ2で行なわれた。ベーシック・トラックを3テイク録音した後、ハリスンのボーカルのダブルトラッキング、マラカスのパートを加えるなど、3度にわたってオーバー・ダビングが施された。8月21日にモノラル・ミックス、10月29日にステレオ・ミックスが作成された。ビートルズによるカバー・バージョンは、1963年11月22日に2作目のイギリス盤公式オリジナル・アルバム『ウィズ・ザ・ビートルズ』の収録曲として発売され、アメリカではキャピトル・レコードからアルバム『ザ・ビートルズ・セカンド・アルバム』の収録曲として発売された。
1995年に発売されたマキシシングル『ベイビー・イッツ・ユー』には、未発表となっていたBBCセッションでの演奏が収録され、2013年に発売された『オン・エア〜ライヴ・アット・ザ・BBC Vol.2』には、1963年9月25日に放送された『Pop Go The Beatles』での演奏が収録された。

### クレジット
※出典
ビートルズ
- ジョージ・ハリスン - ボーカル、リードギター
- ジョン・レノン - バッキング・ボーカル、リズムギター
- ポール・マッカートニー - バッキング・ボーカル、ベース
- リンゴ・スター - ドラムス、マラカス

スタッフ
- ジョージ・マーティン - プロデュース
- ノーマン・スミス - サウンド・エンジニア
- リチャード・ラングハム、ジェフ・エメリック、B.T.（フルネームは不明） - アシスタント・エンジニア